# Walt Mink
Walt Mink was een Amerikaans alternatief rock power trio, opgericht in Saint Paul (Minnesota) in 1989 door gitarist/zanger/songwriter John Kimbrough, drummer Joey Waronker en bassiste Candice Belanoff. De band bracht in de loop van hun achtjarige carrière vier studioalbums uit.

## Bezetting
- John Kimbrough[4]
- Candice Belanoff[5]
- Zach Danziger[6]
- Orestes Morfin[7]
- Joey Waronker[8]

## Geschiedenis

### Vroege dagen, 1990-1991
John Kimbrough (zoon van acteur Charles Kimbrough) en Joey Waronker (zoon van muziekmanager Lenny Waronker) hadden kort samen op de middelbare school gezeten in Massachusetts en kwamen weer samen op het Macalester College, een kleine, liberale kunstschool in Saint Paul (Minnesota). Op zoek naar een bassist om een trio in te vullen, maakten ze kennis met Candice Belanoff, die nog maar een paar maanden speelde, en werd Walt Mink opgericht in februari 1989, genoemd naar een geliefde professor in de psychologie. De band speelde in het weekend op houseparties op middelbare scholen, altijd met het oog op de volgende potentiële kelderlocatie. In december 1989 bood een medestudent aan om ze op te nemen voor een 7" single, die hij uitbracht op zijn eigen onafhankelijke label Skene! Records. Daarmee maakte de band hun eerste trip naar de studio en nam versies op van de nummers Fragile en Croton-Harmon (lokaal), die beide later in nieuwere versies zouden verschijnen op de albums Miss Happiness en Bareback Ride. In maart 1990 begon het trio met het opnemen van wat Listen Little Man! zou worden, een albumlange cassettedemo, opgenomen op een machine met vier sporen in de kelder van het huis waar John en Joey destijds woonden. Gedistribueerd aan vrienden en in consignatie verkocht in lokale platenwinkels, kreeg de band een bescheiden bekendheid en bevorderde de naam van de band in de Twin Cities.
Tegen het einde van de lente beloofden de leden van Walt Mink het doel na te streven om meer cluboptredens in Minneapolis te krijgen, nadat ze in de zomer hun eigen weg waren gegaan. Toen ze in september terugkeerden naar de Twin Cities, vonden ze een groot huis in een buitenwijk van Minneapolis, dat ooit eigendom was geweest van een muziekproductiebedrijf en gerenoveerd was om plaats te bieden aan luide rockbands, compleet met een grote, geluiddichte oefenruimte. Hier begonnen ze in februari 1991 met het opnemen van hun tweede volledige democassette The Poll Riders Win Again!!!.
Na de opening voor Babes in Toyland in december 1990 was Babes-drummer Lori Barbero fan geworden en gaf hij een vriend een tip die werkte op het New Music Seminar in New York. Dit leidde tot een plek op het seminar voor de band en in juni 1991 reisden ze naar New York voor hun eerste out-of-state show. Hier werden ze voorgesteld aan Matt Quigley, een voormalig lid van de band Skunk (en later van Vaganza, met wie Waronker en Kimbrough op verschillende tijdstippen speelden), die een fan werd en gewapend met kopieën van de demo's van de band, snel vrienden waarschuwde voor hun bestaan. Een van die vrienden was Janet Billig, de labelmanager van het onafhankelijke platenlabel Caroline Records uit New York, die de banden leuk vond en contact opnam met de band over het spelen van nog een show in New York. Walt Mink bleef de hele zomer van 1991 in Minneapolis spelen, verzamelde veel lokale pers en bouwde een respectabele schare fans op. In oktober keerden ze terug naar New York om te spelen tijdens de CMJ-muziekconferentie, waar Billig ze eindelijk live zag. Na de show bood ze aan om te ondertekenen bij Caroline Records.

### Caroline Records, 1992-1993
De band nam hun eerste album op in de Smart Studios in Madison (Wisconsin) in maart 1992. Miss Happiness, uitgebracht in juni 1992, gaf de aanzet tot een flinke hoeveelheid tournees, zowel in de Verenigde Staten als in het Verenigd Koninkrijk, ter ondersteuning van The Lemonheads, Firehose, Pavement, Mudhoney en anderen. Het was ook in het voorjaar van dit jaar dat de band hun eerste video maakte. De video voor Chowdertown, geregisseerd door Kevin Kerslake, werd 120 minuten uitgezonden op MTV's op 9 juli 1992. Nadat ze zich een weg hadden gebaand naar Los Angeles, begon de opname van het tweede album daar in februari 1993. Bareback Ride werd uitgebracht in juni van dat jaar en maakte de weg vrij voor verder tournees, zowel als headliners als als ondersteuning voor bands als Hole, Urge Overkill, Paul Westerberg en Cracker. Het was ook in het voorjaar van 1993 dat de band hun tweede video maakte voor het nummer Fragile. De video, geregisseerd door Miguel Arteta, werd afgewezen door MTV, maar kreeg airplay bij verschillende andere videoprogramma's.
Tijdens het toeren om het nieuwe record te ondersteunen, begon bij de band de vraag te rijzen waar ze heen moesten, nadat hun tweeplatencontract bij Caroline Records was vervuld. Billig had sindsdien het label verlaten om bands te leiden bij Gold Mountain Records, een bedrijf met klanten als Nirvana en Beastie Boys en als nieuwe manager van Walt Mink begon ze met het shoppen bij grote labels. Halverwege de zomer van 1993 had de band besloten dat Columbia Records het meest enthousiast leek, en dus tekenden de drie leden tijdens een tournee in Memphis (Tennessee) een contract voor zes platen onder een standbeeld van de grote blues-songwriter W.C. Handy. Het toeren ging door die zomer en in de herfst, met slechts een korte pauze om de derde video van de band op te nemen voor het nummer Shine. De video, geregisseerd door Sofia Coppola en opgenomen door Spike Jonze, werd opgenomen in de wijngaard Coppola in Rutherford (Californië) in en rond het familiezwembad.

### Verlies- en labelproblemen, 1993-1996
In oktober 1993 verhuisde Waronker terug naar zijn geboorteplaats Los Angeles. Al snel verhuisden John en Candice ook naar hun geboorteplaats en arriveerden in februari 1994 in New York. Terwijl John aan het schrijven van songs werkte, begon Joey in Los Angeles te spelen met de tot nu toe onbekende zanger Beck. Tegen het einde van de lente van dat jaar, toen het succes van het album Mellow Gold hem bezig hield als Becks drummer, besloot Joey Walt Mink te verlaten. De zomer van 1994 stond in het teken van het vinden van een nieuwe drummer voor de band. John en Candice vonden er uiteindelijk een in de persoon van Orestes Morfin, voorheen van de band Bitch Magnet. Ze begonnen al snel met repeteren als voorbereiding op een kleine herfsttournee, gevolgd door de opname van hun Columbia-debuut.
Op de laatste avond van die tournee kwam de band thuis en ontdekte dat de stekker uit hun plaat was getrokken en ze vroegen prompt om te worden ontbonden van hun contract. Het label ging akkoord en de band begon te werken aan een nieuwe platendeal. Billig, die in de herfst hun managementbedrijf had verlaten om een manager bij Atlantic Records te worden, toonde belangstelling en in februari 1995 tekende de band een eenmalig contract met Atlantic. De opname van wat nu hun Atlantic debuut zou worden, begon in april van dat jaar in de Dreamland Studios in Woodstock (New York), met John Agnello als producent. Het proces ging door dat voorjaar en tot in de zomer en na één keer mixen in Chicago werd vastgesteld dat de plaat opnieuw moest worden gemixt, wat later het geval was.
El Producto werd uitgebracht in januari 1996 en vanaf het begin waren er onheilspellende tekenen. Op de eerste dag van hun eerste tournee ter ondersteuning van de plaat ontdekte de band dat hun A&R-persoon zojuist was ontslagen. Ondanks een opbeurend stuk over de band in Billboard die dag, waarin het vrolijk beweerde dat het na zoveel teleurstellingen leek dat Walt Mink eindelijk de kans zou krijgen om gehoord te worden, was de stemming van het moment er een van diepe onzekerheid. Het voorjaar van 1996 zou de laatste belangrijke tourneeperiode zijn voor Walt Mink. Van februari tot en met mei waren ze zowel headliner als opening voor bands als Tripping Daisy en Tracy Bonham. In juni liet Atlantic de band vallen, als onderdeel van een geweldige zuivering, waarbij het label bijna de helft van zijn artiestenlijst opgaf. Het volgende album van de band werd in november 1996 gemixt in de Smart Studios. Rond deze tijd besloot Orestes de band te verlaten om een graad in hydrologie te behalen aan de universiteit van Arizona.

### Deep Elm Records en het begin van het einde, 1997-heden
Begin 1997 hadden verschillende onafhankelijke labels interesse getoond in het record, maar het was uiteindelijk Deep Elm Records die volgens John en Candice de juiste partij was. De plaat Colossus werd uitgebracht in juni van dat jaar, maar de twee overgebleven leden hadden het idee opgegeven om een vervangende drummer te vinden om te toeren en waren van plan om af en toe op te treden als akoestisch duo. De vierde en laatste video van de band voor het nummer Brave Beyond the Call werd in deze periode gefilmd. De video, geregisseerd door Adam Rothlein, werd kort vertoond op MTV. In dit milieu bevond zich Will Tanous, een vriend die Colossus op zijn label had willen hebben en die ook werkte voor de HBO-livemuziekshow Reverb. Hij vroeg of John en Candice geïnteresseerd zouden zijn om in de show te verschijnen. Dat waren ze, maar ze hadden een drummer nodig. Gelukkig had Will dat gedekt. Het toeval wilde dat zijn vriend van de middelbare school een drummer was en bereid zou zijn om met de band te spelen voor het opnemen van de show. Zach Danziger verscheen voor het eerst met Walt Mink op 20 juni 1997 in de  uitzending van Reverb. Hij had het hele optreden van de band in drie dagen geleerd. Gewapend met een woeste nieuwe drummer, begonnen de met nieuw leven ingeblazen leden van Walt Mink een tournee te overwegen ter ondersteuning van Colossus.
Ondertussen was de bedrijfsinfrastructuur van de band ernstig aan het afbrokkelen. Binnen een paar weken medio 1997 werd de band, die vorig jaar door hun management was gedropt, gedropt door hun boekingsagent en accountant, en zonder dat er geld binnenkwam, was er vrijwel geen manier om voor een tournee te betalen, hoe hard ze er ook een nodig hadden. John Szuch, het labelhoofd van Deep Elm, zorgde voor een nieuwe boekingsagent en gaf hen een kleine hoeveelheid tournee-ondersteuning, maar de bescheiden financiële middelen van zijn label waren niet opgewassen tegen de eisen van een band tijdens een uitgebreide tournee. Een tournee van twee weken door het hogere middenwesten en delen van New England werd geboekt voor de zomer en de band ging voorzichtig optimistisch de weg op. Maar de weinige drukke, rauwe shows in Minnesota, Wisconsin en Michigan stonden in schril contrast met de vrijwel lege locaties elders in het land, en toen de tournee eindigde, was er een algemeen gevoel dat het schrijven aan de muur hing.
Maanden later, na een bijzonder lege show in Albany (New York), werd besloten dat het tijd was om de band te ontbinden. Deep Elm promootte een laatste show in New York voor Walt Mink in de Mercury Lounge op 1 november 1997. De show werd opgenomen voor het nageslacht en werd later uitgebracht als Goodnite bij Deep Elm Records. Sinds 1997 werd de band af en toe herenigd om eenmalige shows te spelen. John Kimbrough ging spelen met de New Yorkse powerpopband Valley Lodge, terwijl hij een succesvolle carrière als componist voor film en televisie nastreefde. Hij stapte over naar muziekproductie met het derde album Rize of the Fenix van Tenacious D. De band werd geëerd met een ster op de buitenmuurschildering van de Minneapolis-nachtclub First Avenue, die artiesten erkent die uitverkochte shows hebben gespeeld of op een andere manier een belangrijke bijdrage hebben geleverd aan de cultuur op de iconische locatie. Een ster ontvangen is misschien wel de meest prestigieuze publieke eer die een kunstenaar in Minneapolis kan krijgen, aldus journalist Steve Marsh.

## Discografie
- 1990: Listen, Little Man! (zelf uitgebrachte demo)
- 1991: The Poll Riders Win Again!!! (zelf uitgebrachte demo)
- 1992: Miss Happiness (Caroline Records)
- 1993: Bareback Ride (Caroline Records)
- 1996: El Producto (Atlantic Records)
- 1997: Colossus (Deep Elm Records)
- 1998: Goodnite (Deep Elm Records)

### Verdere publicaties
- 1993: Dü Hüskers: The Twin Cities Replay Zen Arcade (Synapse Recordings)
- 2003: Unreleased No. 2 (Deep Elm Records)